# Brotherella propinqua
Brotherella propinqua är en bladmossart som beskrevs av Fleischer 1923. Brotherella propinqua ingår i släktet Brotherella och familjen Sematophyllaceae. Inga underarter finns listade i Catalogue of Life.